# Polyphaenis elisabethae
Polyphaenis elisabethae är en fjärilsart som beskrevs av De Latin 1951. Polyphaenis elisabethae ingår i släktet Polyphaenis och familjen nattflyn. Inga underarter finns listade i Catalogue of Life.